# 蓝喉山蜂鸟
蓝喉山蜂鸟（学名：[Oreotrochilus cyanolaemus] 错误：{{Lang}}：文本有斜体标记（帮助）），是雨燕目蜂鸟科的一种鸟类。
蓝喉山蜂鸟体重约8.1克，翼长约72.6毫米，嘴峰长约22.7毫米，喙宽度约2.1毫米，喙厚度约2.1毫米，跗蹠长约4.6毫米，尾长约51.7毫米。蓝喉山蜂鸟在其分布区内为留鸟，其栖息在开放的草原环境中，食性为草食性，主要食物来源是植物的花蜜。
蓝喉山蜂鸟分布于厄瓜多尔西南部的安第斯山脉（奇拉山脉，位于埃尔奥罗省-洛哈省边境）。该物种是单型物种，没有亚种分化。